# Cheirodon galusdai
Cheirodon galusdai är en fiskart som beskrevs av Eigenmann 1928. Cheirodon galusdai ingår i släktet Cheirodon och familjen Characidae. IUCN kategoriserar arten globalt som otillräckligt studerad. Inga underarter finns listade i Catalogue of Life.